# Una danza para la música del tiempo
Una danza para la música del tiempo (título original en inglés, A Dance to the Music of Time) es un ciclo de doce volúmenes de novelas de Anthony Powell, inspirada por el cuadro del mismo nombre (también conocido como La danza de la vida humana) de Nicolas Poussin. Una de las obras más largas de ficción en la literatura, fue publicada entre 1951 y 1975 con gran éxito de crítica. La historia es un examen a menudo cómico de los movimientos y maneras, el poder y la pasividad en la vida militar, cultura y política inglesa de mediados del siglo XX. 
La secuencia es narrada por Nick Jenkins en forma de reminiscencias. Al comienzo del primer volumen, Nick cae en un ensueño mientras ve la nieve cayendo sobre un brasero de carbón. Esto le recuerda "el mundo antiguo –  legionarios (...) altares de montaña (...) centauros (....)". Estas proyecciones clásicas introducen el relato de sus días de colegio, que abre A Question of Upbringing. 
A lo largo de los siguientes volúmenes, recuerda a la gente con la que se ha encontrado durante la anterior mitad del siglo. Se dice poco de la vida personal de Jenkins más allá de sus encuentros con lo grande y lo malo. Acontecimientos, como los abortos de su esposa, son sólo mencionados en conversación con los principales personajes.
La revista Time incluyó la novela en sus 100 mejores novelas en inglés de 1923 a 2005. Los editores de la Modern Library clasificaron la obra como la 43.ª mejor novela en inglés del siglo XX.

## Inspiración
Jenkins reflexiona sobre la pintura de Poussin en las primeras dos páginas de A Question of Upbringing:
Estas proyecciones clásicas, y algo del fuego, de repente sugiere la escena de Poussin en la que las Estaciones, cogidas de la mano y mirando hacia afuera, bailan siguiendo las notas de la lira que toca el alado y desnudo barba gris. La imagen del Tiempo trae pensamientos de mortalidad: de seres humanos, mirando afuera como las Estaciones, moviéndose de la mano en una forma intrincada, pisando lentamente, metódicamente a veces un poco extrañamente, en evoluciones que toman una forma reconocible: o rompiéndose en giros aparentemente sin sentido, mientras que los intervinientes desaparecen sólo para reaparecer de nuevo, una vez más dando forma al espectáculo: incapaz de controlar la melodía, incapaz, quizá, de controlar los pasos del baile.
La pintura de Poussin se encuentra en la colección Wallace de Londres.

## Análisis
La biógrafa oficial de Powell, Hilary Spurling, ha publicado Invitation to the Dance – a Handbook to Anthony Powell's A Dance to the Music of Time. Esto anota, en forma de diccionario, los personajes, acontecimientos, arte, música y otras referencias. También ha calculado la línea temporal empleada por el autor. Diversos aspectos de la secuencia de novelas también son analizados en "An Index to 'A Dance to the Music of Time'" de B.J. Moule.

## Las novelas
- A Question of Upbringing – (1951)
- A Buyer's Market – (1952)
- The Acceptance World – (1955)
- At Lady Molly's – (1957)
- Casanova's Chinese Restaurant – (1960)
- The Kindly Ones – (1962)
- The Valley of Bones – (1964)
- The Soldier's Art – (1966)
- The Military Philosophers –  (1968)
- Books Do Furnish a Room – (1971)
- Temporary Kings – (1973)
- Hearing Secret Harmonies – (1975)